# Toyo Shibata
Toyo Shibata (Japans: 柴田 トヨ)  (Tochigi, 26 juni 1911 – Utsunomiya, 20 januari 2013) was een Japans dichteres die haar eerste bundel publiceerde toen zij reeds 98 jaar oud was.

## Biografie

### Vroege leven
Shibata werd geboren als Toyo Morishima in Tochigi een rivierhavenstad in de gelijknamige prefectuur in Japan op 26 juni 1911 als de enige dochter van Yasu en Tomizo Morishima, een rijsthandelaar. Shibata trouwde op 20-jarige leeftijd maar had een slecht huwelijk waarin zij werd mishandeld. Na slechts zes maanden verliet zij haar echtgenoot en keerde terug naar haar ouders, daar verbleef zij totdat zij met haar tweede echtgenoot in het huwelijk trad.

### Carrière
Shibata moest door ernstige rugklachten op haar 92e jaar stoppen met klassieke Japanse dans. Zij had deze hobby decennialang beoefend maar haar hoge leeftijd maakte haar dit onmogelijk. Uiteindelijk heeft haar zoon Kenichi (Japans: 氏) haar aangeraden om gedichten te gaan schrijven. De gedichten die Shibata schreef stuurde ze in naar een lokale krant, die ze plaatste. De publicatie van haar gedichten in de krant spoorde Shibata aan te blijven schrijven. In 2009 gaf zij op 98-jarige leeftijd haar eerste bundel uit in eigen beheer. De bundel bevat 42 haiku-achtige verzen genaamd: Kujikenaide (Japans: くじけないで) wat in het Nederlands wordt vertaald als: Wees niet ontmoedigd. Uitgeverij Asukashinsha uit Tokio zag potentie in de bundel en gaf in 2010 een geïllustreerde versie van de bundel uit. Shibata's bundel werd een bestseller in Japan: er werden ruim 1,5 miljoen exemplaren van verkocht, wat een unicum is voor Japan. De bundel werd later vertaald en is onder andere uitgegeven in Zuid-Korea, Taiwan en Nederland. In de Nederlandse vertaling werden er 10.000 exemplaren van verkocht: buitengewoon voor vertaalde poëzie. In 2011 - Shibata was toen 100 - gaf ze haar tweede bundel uit, genaamd Momotose (Japans: 百歳), wat Honderd jaar betekent. In deze bundel besteedt Shibata ook aandacht aan de slachtoffers en nabestaanden van de tsunami die zich voordeed als gevolg van de zeebeving bij Sendai op 11 maart van dat jaar.

### Dood
Shibata stierf een natuurlijke dood op 20 januari 2013 om 23:50 in een verzorgingshuis in Utsunomiya. Toyo Shibata is 101 jaar oud geworden.

## Stijl
Shibata had een eenvoudige luchtige positieve schrijfstijl. Zij schreef voornamelijk over de mensen die dicht bij haar hebben gestaan zoals haar overleden echtgenoot, haar zoon en haar verzorgers in het verpleegtehuis. Haar werk roept op tot het liefhebben van anderen en het koesteren van dromen en hoop. In haar werk spoorde ze de lezer aan tijd vrij te maken om naar de lucht te kijken en om vriendschappen te koesteren.